# Gerold Scholz
Gerold Scholz (* 23. Juni 1944 in Breslau)  ist ein deutscher Erziehungswissenschaftler. Er ist pensionierter Professor für Grundschulpädagogik an der Goethe-Universität Frankfurt am Main.

## Leben
Nach dem Abitur (Bremen 1964) und Zivildienst studierte er in Hamburg und Bremen. Er beendete 1975 sein Studium mit einem Abschluss als Diplompädagoge an der Universität Bremen. 
Er promovierte 1983 an der Goethe-Universität mit dem Thema „Lehrerfortbildung als notwendiger und notwendig selbstbestimmter Lernprozeß zur Professionalisierung des beruflichen Handelns von Lehrern“. Seine Habilitation erfolgte 1992 an der Goethe-Universität mit dem Thema: „Die Konstruktion des Kindes. Über Kinder und Kindheit“.
Gerold Scholz unterrichtete fünf Jahre lang an Grund- und Hauptschulen in Bremen, Niedersachsen und Hessen. Als Redakteur arbeitete er für Rundfunkanstalten und pädagogische Zeitschriften: „betrifft:erziehung“; „päd. extra“ und „ökopäd“ – Zeitschrift für Ökologie und Pädagogik.
Von 1984 bis 1989 war er Mitarbeiter am „Institut für Allgemeine und Vergleichende Pädagogik im Fachbereich Erziehungs- und Unterrichtswissenschaften der Freien Universität Berlin.“  Nach Lehrstuhlvertretungen an mehreren Hochschulen wurde Gerold Scholz als Professor an das „Institut für Pädagogik der Elementar- und Primarstufe am Fachbereich Erziehungswissenschaften der Goethe-Universität“ berufen. Die Pensionierung erfolgte im September 2009.

## Wirken
Sein Literaturverzeichnis weist ein breites Themenspektrum aus. Als Schwerpunkte lassen sich dennoch einige nennen.
Seit seiner Habilitationsschrift beteiligt sich Gerold Scholz an der Frage nach der Erforschung der „Perspektive des Kindes“. Er ist Gründungsmitglied der Martha Muchow-Stiftung. Sie wurde 2010 von Getrud Beck-Schlegel gegründet und widmet sich neben der Würdigung des Lebenswerkes von Martha Muchow der Erforschung der Frage nach der Perspektive des Kindes. Von 1989 bis 1993 haben Gerold Scholz und Gertrud Beck vom ersten Schultag des ersten Schuljahres bis zum letzten Schultag des 4. Schuljahres im Rahmen des Forschungsprojektes „Soziales Lernen in der Grundschule“ die Kinder einer Grundschulklasse teilnehmend beobachtet.
Von 1986 bis 1989 war Gerold Scholz mit einer Reihe von Studien an der vom Hessischen Institut für Schulentwicklung und Bildungsplanung geleiteten wissenschaftlichen Begleitung der freien Alternativschulen in Hessen beteiligt.
Von 2003 bis 2008 war Gerold Scholz Mitglied im Beirat der von Marcus Rauterberg initiierten und geleiteten Onlinezeitschrift „Widerstreit-Sachunterricht“. Zeitschriftenbeiträge und von der Redaktion herausgegebene Beihefte wurden vielfach von ihm organisierten, jährlich stattfindenden Tagungen zu „Sachen des Sachunterrichts“ vorbereitet.

### Monographien
- mit Heike Deckert-Peaceman: Vom Kind zum Schüler. Diskurs-Praxis Formationen zum Schulanfang und ihre Bedeutung für die Theorie der Grundschule. Barbara Budrich Verlag, Opladen/Berlin/Toronto 2016.
- mit Andreas Gold: Lernen als Verhaltensänderung – Lernen als Kommunikation. Überlegungen zu einem erziehungswissenschaftlichen Lernbegriff. (Eigendruck),  Frankfurt am Main 2002.
- Kinder lernen von Kindern. Schneider, Hohengehren 1996.
- mit Gertrud Beck: Beobachten im Schulalltag. Ein Studien- und Praxisbuch. Cornelsen/Scriptor, 1995.
- mit Gertrud Beck: Soziales Lernen. Kinder in der Grundschule. Rowohlt, Reinbek 1995.
- Die Konstruktion des Kindes. Über Kinder und Kindheit. (Habilitationsschrift), Westdeutscher Verlag, Wiesbaden/Opladen 1994.
- Lehrerfortbildung als notwendiger und notwendig selbstbestimmter Lernprozess zur Professionalisierung des beruflichen Handelns von Lehrern. Rimbach 1984. (Dissertation, Eigendruck)